# رواية السوسي عن أبي عمرو

## ترجمة مختصرة عن الشيخ ابي عمرو البصري
هو زبَّان بن العلاء بن عمرو أبو عمرو التميمي المازني البصري، أحد القراء السبعة
ولد بمكة سنة ثمان وستين هـ، قرأ بمكة والمدينة والكوفة والبصرة على جماعة كثيرة، 
فليس في القراء السبعة أكثر شيوخاً منه.
شيوخه: سمع أنس بن مالك وغيره، وقرأ على الحسن البصري وحميد الأعرج
وأبي العالية وسعيد بن جبير وشيبة بن نصاح وعاصم بن أبي النجَّود وعبد الله بن
إسحق الحضرمي وعبد الله بن كثير المكي وعطاء بن أبي رباح وعكرمة بن خالد
المخزومي ومجاهد بن جبر ومحمد بن عبد الرحمن محيصن ونصر بن عاصم وأبي جعفر
يزيد بن القعقاع المدني ويزيد بن رومان ويحيى بن يعمر وغيرهم.
تلاميذه: روى عنه القراءة عرضاً وسماعاً خلق كثيرون. كان عالماً بالقرآن والعربية
مع الصدق والثقة والزهد، مر الحسن البصري به والناس عكوف عليه، فقال:لا إله إلا
الله لقد كادت العلماء أن يكونوا أربابا كل عز لم يوطد بعلم فإلى ذل يؤول.
. مات بالكوفة سنة 154 هـ
واختار ابن مجاهد لأبي عمرو راويين: حفص الدوري، والسوسي، رويا عنه بواسطة
.يحيى بن المبارك اليزيدي.

## ترجمة الامام السوسي
هو أبو شعيب صالح بن زياد بن عبد الله بن إسماعيل بن إبراهيم بن الجاورد بن
مسرح الرستبي السوسي الرقي مقرئ ضابط محرر ثقة.
شيوخه: أخذ قراءة أبي عمرو عرضاً وسماعاً عن أبي محمد يحيى اليزيدي وهو من
أَجَلِّ أصحابه، وسمع بالكوفة من عبد الله بن نمير، وأسباط بن محمد، وبمكة من
سفيان بن عيينة.
تلاميذه:روى القراءة عنه ابنه أبو المعصوم محمد، وموسى بن جرير النحوي، وأبو
الحارث محمد بن أحمد الطرسوسي الرقي، وأحمد بن محمد الرافقي، وأحمد بن حفص
المصيصي، ومحمد بن سعيد الحراني، وعلي بن محمد السعدي، وأحمد بن يحيى
الشمشاطي، ومحمد بن إسماعيل القرشي، وعلي بن الحسين الرقي، ومحمود بن محمد
الأديب الأنطاكي، وموسى بن جمهور، وأبو الحسن بن زرعه، وإسماعيل بن يعقوب، 
وأحمد بن شعيب النسائي الحافظ، وجعفر بن سليمان المشحلائي، وأبو عثمان النحوي، 
والحسين بن علي الخياط.
.وفاته: توفي أول سنة إحدى وستين ومائتين.

## ملخص أصول رواية السوسي
- البسملة : له بين السورتين المتتاليتين ثلاثة أوجه : 1.الفصل بالبسملة 2.السكت بلا بسملة وهو المقدم 3.الوصل بلا بسملة.
- المد والقصر :

1 - المتصل : 4حركات
2 - المنفصل :حركتان
- السكت والادراج : أدرج ولم يسكت على سكتات حفص الواجبة
- ميم الجمع : يكسر ميم الجمع وصلاً إذا وقع بعدها ساكن وكان قبلها هاء مسبوقة بكسر أو ياء مثل (قلوبهِمِ العجل )
- الإدغام والإظهار :

1 - ادغم الذال في التاء مثل ( اتخذتّ )
2 - ادغم ذال (إذ) في التاء والدال والسين والزاي والصاد والجيم مثل (إذ تّقول) (إذ دّخلوا) (إذ زّين) (إذ سّمعتموه) (إذ صّرفنا) (إذ جّعلنا)
3 - ادغم دال في (السين والذال والضاد والظاء والزاي والجيم والصاد والشين)
4 - ادغم تاء التأنيث الساكنة في (السين والثاء والصاد والزاي والظاء والجيم) 
5 - أدغم لام (هل) في التاء
6 - أدغم الباء المجزومة في الفاء
7 - أدغم الثاء في التاء
8 - أدغم الدال في الذال
9 - أدغم الدال في الثاء
10 -أدغم الراء المجزومة في اللام
- الإمالة :

1 - أمال الراء والهاء في فواتح السور (الر) (كهيعص )
2 - أمال فتحة الميم والألف في (أعمى ) الموضع الأول من الإسراء
3 - أمال فتحة الهاء والألف في ( هار)
4 - أمال فتحة الراء والألف في (أدراك )
5 - أمال فتحة الهمزة والألف في كلمة (رأى)و (رءاها) إذا جاء بعدها متحرك
6 - أمال كل ألف رسمت في المصحف ياءً وقبلها راء مثل (اشترى)..أما (تترا) فاختلف فيها
7 - أمال كل ألف بعدها راءٌ متطرفة مكسورة مثل (الجار)
8 - أمال راء (التوراة)
- التقليل :

1 - قلل الحاء في (حم)
2 - قلل فتحة الياء وألف في (الدنيا )
3 - قلل فتحة الواو والألف في (سوى) وقفا
4 - قلل فتحة الدال وألف في (سدى) وقفا
5 - قلل كل ألف تأنيث مقصورة على وزن فعلى مثل (طوبى) و(عيسى)
6 - قلل رؤوس الآي المنتهية بالألف على شكل الياء لإحدى عشرة سورة هي: (طه، والنجم، والمعارج، والقيامة، والنازعات، وعبس، والأعلى، والشمس، والليل، والضحى، والعلق) عدا الألفات المبدلة من التنوين نحو (أمتا) و)(همسا)وأما الرائي ففيه الإمالة

## أنظر أيضًا
- رواية حفص عن عاصم.
- رواية شعبة عن عاصم.
- رواية قالون عن نافع.
- رواية ورش عن نافع.
- رواية قنبل عن ابن كثير.
- رواية البزي عن ابن كثير.
- رواية الدوري عن أبي عمرو.
- رواية هشام عن أبن عامر.
- رواية ابن ذكوان عن أبن عامر.
- رواية خلف عن حمزة.
- رواية خلاد عن حمزة.
- رواية الدوري عن الكسائي.
- رواية أبي الحارث عن الكسائي.
- رواية ابن وردان عن ابي جعفر.
- رواية ابن جماز عن ابي جعفر.
- رواية رويس عن يعقوب.
- رواية روح عن يعقوب.
- رواية اسحاق عن خلف.
- رواية ادريس عن خلف.

القراء السبعة هم:
- عبد الله بن كثير الداري المكي
- عبد الله بن عامر اليحصبي الشامي
- عاصم بن أبي النَّجود الأسدي الكوفي
- أبو عمرو بن العلاء البصري
- حمزة بن حبيب الزيات الكوفي
- نافع بن عبد الرحمن بن أبي نعيم المدني
- أبو الحسن علي بن حمزة الكسائي النحوي الكوفي

تمام القراء العشرة:
- خلف بن هشام
- يعقوب الحضرمي
- أبو جعفر المدني